# قول (فیلم ۲۰۰۵)
قول (انگلیسی: The Promise) فیلمی در ژانر فانتزی به کارگردانی چن کایگه است که در سال ۲۰۰۵ منتشر شد. از بازیگران آن می‌توان به هیرویوکی سانادا و نیکلاس تسه اشاره کرد.